# 航空総軍
航空総軍（こうくうそうぐん）は、大日本帝国陸軍の総軍の一つ。

## 沿革
帝国陸軍は1945年1月20日に策定された帝国陸海軍作戦計画大綱に基づき本土決戦の準備を進め、同年4月8日に作戦準備を促進させる為に第1総軍、第2総軍及び航空総軍を設置した。
作戦名は『決号作戦』とされ、航空総軍はそれまで複雑であった陸軍航空部隊の統一指揮を目的とし、合わせて陸軍航空総監部が行っていた教育業務も引継ぎ、同総監部は廃止された。
作戦地域は北東方面を除く内地と朝鮮で、特攻を主とした航空決戦を準備していた。その準備の1つとして特攻用に秘匿飛行場を全国で整備しており、戦時中に飛行場を造っていたという体験談が各地に残されている。しかし、結局作戦実行前に終戦となり消滅した。
ただし、航空総軍の作戦思想は現代の航空総隊（航空自衛隊の防空指揮部門）の組織形態や作戦に影響を与えている。

## 概要
- 通称号：帥（すい）
- 軍隊符号：FSA
- 編成時期：1945年3月
- 最終位置：東京

### 司令官
| 代 | 氏名     | 在任期間        | 出身校・期 | 備考 |
| -- | -------- | --------------- | ---------- | ---- |
| 1  | 河辺正三 | 1945.4.7 - 終戦 |            |      |

### 参謀長
- 田副登：1945年4月6日 - 終戦

### 参謀副長
- 川嶋虎之輔：1945年4月6日 - 1945年7月2日
- 三輪潔：1945年4月6日 - 終戦
- 原田貞憲：1945年4月30日 - 1945年6月1日
- 寺田済一：1945年7月6日 - 終戦

### 高級参謀
- 宮子実：1945年4月6日 - 終戦

### 情報主任参謀
- 小森田親玄：1945年4月6日 - 終戦

### 後方主任参謀
- 松前未曾雄：1945年4月6日 - 終戦

### 経理部長
- 木村陽治郎 主計少将：1945年4月7日[1] -

## 隷下部隊
- 第51航空師団
- 第52航空師団
- 第53航空師団
- 第20戦闘飛行集団
- 第30戦闘飛行集団：三好康之少将
  - 第12飛行団
  - 第16飛行団
- 第1航空軍
  - 第10飛行師団
  - 第11飛行師団
  - 第12飛行団
  - 第4航空通信団
- 第2航空軍
  - 独立第15飛行団
  - 独立第101教育飛行団
- 第5航空軍
  - 第1飛行団
  - 第2飛行団
  - 第8飛行団
  - 独立第105教育飛行団
  - 第5航空通信団
- 第6航空軍
  - 第12飛行師団
  - 第27飛行団
  - 第1航空通信団
- 内地鉄道隊
- 船舶司令部